# Tychy
Tychy é uma cidade da Polônia, na voivodia da Silésia. Estende-se por uma área de 81,81 km², com 128 211 habitantes, segundo os censos de 2017, com uma densidade de 1567 hab/km².